# دژهای کاوناس
دژهای کاوناس (لیتوانیایی: Kauno tvirtovė, روسی: Кοвенская крепость, آلمانی: Festung Kowno)) مجموعه استحکاماتی است که امروز در کاوناس واقع در لیتوانی قرار دارد و طی سال‌های ۱۸۸۲ تا ۱۹۱۵ برای محافظت از مرزهای غربی امپراتوری روسیه ساخته شد.
این دژها طی جنگ جهانی اول در سال ۱۹۱۵ مورد حمله نیروهای آلمانی قرار گرفتند و ۱۱ روز در برابر حمله مقاومت کردند. با پیشرفت تسلیحات در سال‌های پس از جنگ جهانی اول از اهمیت این دژها کاسته شد و بخش‌هایی از آن به پادگان مبدل گشت.
طی جنگ جهانی دوم این مجموعه به دست آلمان نازی افتاد و آن‌ها از آن به عنوان بازداشتگاه، اردوگاه اسرا و محل اعدام استفاده می‌کردند. یهودیان بسیاری طی هولوکاست در دژ نهم این مجموعه نگهداری و به قتل رسیدند که امروزه به عنوان محل یادبود کشتار یهودیان تبدیل به موزه شده‌است. این مجموعه استحکامات یکی از بهترین نمونه دژهای ساخت روسیه هستند.